# Бюргенталь, Томас
Томас Бюргенталь (11 мая 1934, Любохня, Ружомберок — 29 мая 2023, Майами, Флорида) — юрист-международник, учёный, декан юридического факультета и бывший судья Международного суда ООН. 6 сентября 2010 года он подал в отставку со своего поста в Международном суде и вернулся на свою должность в Юридической школе Университета Джорджа Вашингтона, где был почётным профессором сравнительного правоведения и юриспруденции Лобингье.
Бюргенталь родился в семье немецко-еврейских/польско-еврейских родителей, которые переехали из Германии в Чехословакию в 1933 году, вырос в еврейском гетто Кельце, а затем в концентрационных лагерях Освенцим и Заксенхаузен. После войны жил с матерью в Гёттингене, затем в США с дядей. После колледжа в Западной Вирджинии поступил на юридический факультет Нью-Йоркского университета и на юридический факультет Гарвардского университета, чтобы специализироваться в области международного права.
Томас Бюргенталь известен как одна из самых молодых жертв Холокоста, переживших Освенцим и Заксенхаузен, которые были наиболее смертоносными концентрационными лагерями. Первые 11 лет его жизни прошли под властью нацистской Германии. Известно, что, когда немцы были вытеснены Красной армией в январе 1945 года, немцы вывели оставшихся узников за стены лагеря, люди начали уставать, и если они останавливались, их казнили. Бюргенталь был одним из немногих детей, переживших трёхдневный марш в Заксенхаузен, где Томас и его семья вскоре были освобождены.
С 1985 по 1987 год возглавлял Межамериканский суд по правам человека.
Бюргенталь — автор более десятка книг и многочисленных статей по международным делам и правам человека. Его мемуары «Счастливый ребёнок», в которых он рассказывает историю своего выживания в Холокосте, изданные в США и Великобритании в 2009 году, были переведены на разные языки, в том числе на немецкий, французский, испанский, японский, нидерландский, английский.

## Награды
Профессор Бюргенталь является лауреатом многих премий и наград. В их число входит: медаль Голера Т. Бутчера Американского общества международного права, 1997 год; медаль Мэнли О. Хадсона, Американского общество международного права, 2002 год; премия Эли Визеля, Мемориальный совет Холокоста США, 2015 год; Олимпийский орден, Международный олимпийский комитет, 2015 год.
Имеет докторские степени Гейдельбергского университета в Германии, Брюссельского свободного университета в Бельгии, Университета штата Нью-Йорк, Американского университета, Университета Миннесоты и Университета Джорджа Вашингтона. Бюргенталь был почётным президентом Американского общества международного права с 2001 год по 2009 год.